# 日本100部队旧址
日本100部队旧址，位于中国吉林省长春市绿园区越野路（富奥汽车零部件有限公司）。抗日战争时期该址曾作为日本关东军第100部队的驻地。100部队（日语：100部隊、100ぶたい）是日本关东军于满州设置的一支从事研究、制造和施行细菌战的军事单位，是关东军仅有的三支生化战部队之一，另外两者为“516部队”与“731部队”。最初该部队的主要业务是对驻满部队所拥有的军马提供防疫工作方面的协助。
1983月11月24日，由吉林省人民政府公布为吉林省文物保护单位，类型为近现代史迹及代表性建筑，该文物保护单位暂时由使用单位管理。2019年，该遗址正式更名为“侵华日军第100部队遗址”，并经过中华人民共和国国务院批准为第八批全国重点文物保护单位。
日本100部队旧址的历史年代为1935-1936年。

## 相关阅读
- 侵华日军第516部队遗址
- 侵华日本关东军护路守备队盘山分队旧址